# Wahlbezirk Böhmen 13
Der Wahlbezirk Böhmen 13 war ein Wahlkreis für die Wahlen zum Abgeordnetenhaus im österreichischen Kronland Böhmen. Der Wahlbezirk wurde 1907 mit der Einführung der Reichsratswahlordnung geschaffen und bestand bis zum Zusammenbruch der Habsburgermonarchie.

## Geschichte
Nachdem der Reichsrat im Herbst 1906 das allgemeine, gleiche, geheime und direkte Männerwahlrecht beschlossen hatte, wurde mit 26. Jänner 1907 die große Wahlrechtsreform durch Sanktionierung von Kaiser Franz Joseph I. gültig. Mit der neuen Reichsratswahlordnung schuf man insgesamt 516 Wahlbezirke, wobei mit Ausnahme Galiziens in jedem Wahlbezirk ein Abgeordneter im Zuge der Reichsratswahl gewählt wurde. Der Abgeordnete musste sich dabei im ersten Wahlgang oder in einer Stichwahl mit absoluter Mehrheit durchsetzen. Der Wahlkreis Böhmen 13 umfasste die Stadt Žižkov ohne den zum Wahlbezirk 12 gehörenden Teil.
Aus der Reichsratswahl 1907 ging aus dem ersten Wahlgang František Buříval als Sieger hervor. Bei der Reichsratswahl 1911 setzte sich sein Parteikollege Bohumír Šmeral durch.

## Wahlergebnisse

### Reichsratswahl 1907
Die Reichsratswahl 1907 wurde am 14. Mai 1907 (erster Wahlgang) sowie am 23. Mai 1907 (Stichwahl) durchgeführt.

#### Erster Wahlgang
| Kandidat                                                                    | Partei                                  | Wahlkreisstimmen | Prozent |
| --------------------------------------------------------------------------- | --------------------------------------- | ---------------- | ------- |
| František Brůha                                                             | Tschechische Sozialdemokratische Partei | 1853             | 37,2 %  |
| František Buříval                                                           | Tschechische national-soziale Partei    | 1682             | 33,8 %  |
| Jaroslav Hlava                                                              | Jungtschechen                           | 1054             | 21,2 %  |
|                                                                             | Deutsche Zählkandidaten                 | 184              | 3,7 %   |
| Bohumil Šubrt                                                               | Agrarier                                | 169              | 3,4 %   |
|                                                                             | Sonstige Parteien                       | 39               | 0,8 %   |
| Wahlberechtigte: 6394, Ungültige/Leere Stimmen: 18, Wahlbeteiligung: 78,2 % |                                         |                  |         |

#### Stichwahl
| Kandidat                                                                   | Partei                                  | Wahlkreisstimmen | Prozent |
| -------------------------------------------------------------------------- | --------------------------------------- | ---------------- | ------- |
| František Buříval                                                          | Tschechische national-soziale Partei    | 2907             | 58,9 %  |
| František Brůha                                                            | Tschechische Sozialdemokratische Partei | 2031             | 41,1 %  |
| Wahlberechtigte: 6394, Ungültige/Leere Stimmen: 6, Wahlbeteiligung: 77,3 % |                                         |                  |         |

### Reichsratswahl 1911
Die Reichsratswahl 1911 wurde am 13. Juni 1911 durchgeführt. Die Stichwahl entfiel auf Grund des absoluten Mehrheit für Buříval im ersten Wahlgang.
| Kandidat                                                                    | Partei                                               | Wahlkreisstimmen | Prozent |
| --------------------------------------------------------------------------- | ---------------------------------------------------- | ---------------- | ------- |
| František Buříval                                                           | Tschechische national-soziale Partei                 | 3176             | 57,3 %  |
| Antonín Brůha                                                               | Tschechische Sozialdemokratische Partei              | 2077             | 37,5 %  |
| Alexander Richter                                                           | deutscher Zählkandidat                               | 123              | 2,2 %   |
| Jan Švec                                                                    | Tschechische Christlichsoziale Partei                | 111              | 2,0 %   |
|                                                                             | Tschechische staatsrechtlich-fortschrittliche Partei | 34               | 0,6 %   |
|                                                                             | Sonstige                                             | 19               | 0,3 %   |
| Wahlberechtigte: 7817, Ungültige/Leere Stimmen: 13, Wahlbeteiligung: 71,0 % |                                                      |                  |         |